# ジャイ・シング (メーワール王)
ジャイ・シング（Jai Singh, 1653年12月5日 - 1698年9月23日）は、北インドのラージャスターン地方、メーワール王国の君主（在位：1680年 - 1698年）。

## 生涯

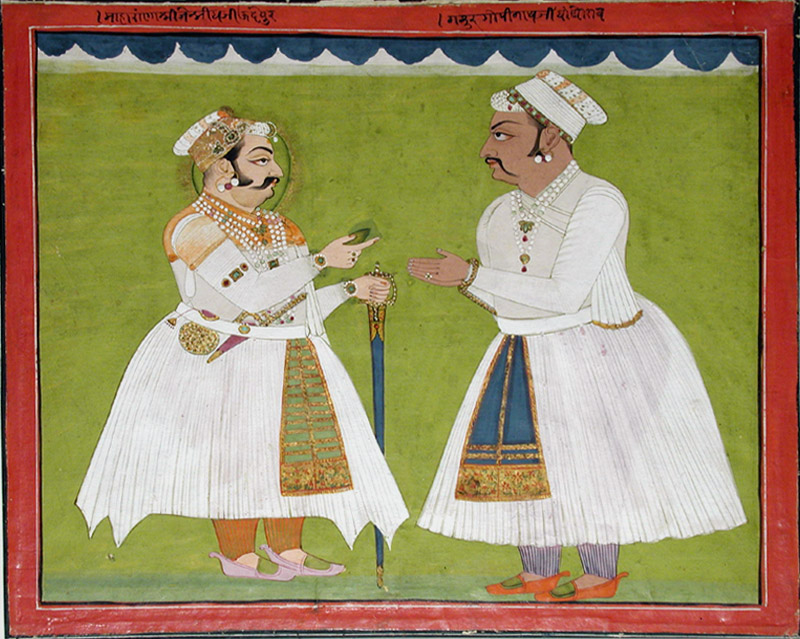
ジャイ・シング（左）と家臣ゴーピーナート

1653年12月5日、メーワール王国の君主ラージ・シングの息子として、ウダイプルで誕生した。
1680年10月、父王ラージ・シングが死亡したことにより、王位を継承した。
この頃、メーワール王国はマールワール王国とともにとムガル帝国との戦争（第二次ムガル・ラージプート戦争）に突入していたが、1681年9月に講和が締結された。そのなかで、メーワール王国はジズヤの代わりにパルガナーを手放すこと、マールワール王アジート・シングを援助しないことを条件とし、5000の位のマンサブ（位階）が与えられた。
1698年9月23日、ジャイ・シングはウダイプルで死亡し、息子のアマル・シング2世が王位を継承した。